# Baksa, Syria
Baksa (tiếng Ả Rập: بكسا) là một thị trấn ở phía tây bắc Syria, một phần hành chính của Tỉnh Latakia, nằm ở phía bắc Latakia. Các địa phương gần đó bao gồm al-Shamiyah, Kirsana và al-Qanjarah ở phía bắc, Burj al-Qasab ở phía tây, Sitmarkho ở phía đông và Sqoubin ở phía nam. Theo Cục Thống kê Trung ương Syria, Baksa có dân số 3.001 trong cuộc điều tra dân số năm 2004. Cư dân của nó chủ yếu là Alawites.